# Tre Monti (Avezzano)
I Tre Monti sono un gruppo montuoso dell'appennino abruzzese, situato lungo il bordo settentrionale della conca del Fucino nel territorio comunale di Avezzano (AQ), in Abruzzo.

## Descrizione
Il piccolo gruppo montuoso dei Tre Monti, noto anche come I Tre Monti di Paterno, include le cime dei monti Cervaro, Sinarica e Uomo. L'altitudine massima è pari a 1398 m s.l.m. Le tre montagne sono collocate a nord del Fucino e rappresentano un'anticima del Sirente-Velino con dorsale in direzione nord-ovest/sud-est tra i territori di Castelnuovo, San Pelino e Paterno nel comune abruzzese di Avezzano.
È incluso nel sistema di faglie che causarono il disastroso terremoto della Marsica del 1915, poste nei pressi del bordo nordorientale della piana del Fucino che si estende fino alla dorsale del monte Serrone, nel territorio comunale di Gioia dei Marsi.
Lungo la carrareccia che conduce a Santa Jona, un antico tratturo, è collocata l'edicola della Madonna del tratturo, detta anche Madonna dei boschi. Sul monte Cervaro, che sovrasta il paese di Paterno, si trova il piccolo santuario dedicato a sant'Onofrio.

### Visuale dalla vetta
Dalla vetta della catena montuosa è possibile ammirare la piana del Fucino e alcune importanti vette della Marsica come il Velino, il Sirente, il Viglio ma anche il Gran Sasso e la Maiella.

## Cartografia
- Cartografia ufficiale italiana dell'Istituto Geografico Militare (IGM) in scala 1:25.000 e 1:100.000, consultabile on line